# 韓詩外伝
『韓詩外伝』（かんしがいでん）は、前漢の韓嬰（かんえい）による書物である。さまざまな事柄や故事を記し、関連する『詩経』の文句を引いて説明したもので、説話集に近い。現行本は10巻からなる。

## 成立
作者の韓嬰は『漢書』儒林伝によると文帝の博士・景帝の常山太傅であり、『詩』の内伝と外伝を作った。また武帝の前で董仲舒と論争をしたが、韓嬰の説くところは明晰であって、董仲舒は論難することができなかったという。
『詩経』の学問として、前漢では轅固生の斉詩・申公の魯詩・韓嬰の韓詩の3つの説が学官に立てられた。これらを三家詩（さんかし）と呼ぶ。現行の毛詩が古文の説であるのに対し、三家詩は今文に属する。
韓詩について、『漢書』芸文志には『韓内伝』4巻、『韓外伝』6巻、『韓故』36巻、『韓説』41巻が見えるが、宋以降『外伝』以外は滅びた。『韓詩外伝』は三家詩の現存する唯一の書物である。
現行の『韓詩外伝』は10巻からなり、『漢書』にいうところより4巻多い。『隋書』経籍志でも10巻になっている。

## 内容
『韓詩外伝』は直接に『詩経』と関係する書物ではなく、一般的な事柄や、いろいろな故事を述べた上で、話に関係しそうな『詩経』の句を引いたものである。10巻に分かれ、300条あまりの話を載せるが、うち『詩経』を引いていないものも28条あり、脱文かという。『詩経』以外に『易経』『書経』『論語』『老子』などを引いて説明している箇所もある。
『韓詩外伝』の故事はその多くが他の書物にも出現する。とくに『荀子』からは44条を引く。『荀子』から多くの話を引いていることは、すでに南宋の王応麟が注目している。ただし、『荀子』非十二子篇を引きながら子思・孟子を除いて十子にするなど、荀子にそのまま従っていない箇所がある。
劉向の『新序』『説苑』『列女伝』の故事は多く『韓詩外伝』から引いている。